# Gerhard Schöne
Gerhard Schöne, född 10 januari 1952 i Coswig nära Dresden, är en tysk singer-songwriter.

## Biografi
Schönes första LP utgavs 1981 hos det östtyska skivmärket Amiga. Han började dessutom samla barnvisor från alla världens hörn och utgav dessa tillsammans med sina egenkomponerade barnvisor på olika skivor. Schönes kritiska låtar som beskrev politiska brister i Östtysklands slutskede var en viktig faktor inom Die Wende. En känd låt under denna tid blev Mit dem Gesicht zum Volke (Med ansiktet mot folket) från skivan Du hast es nur noch nicht probiert, där Schöne önskade en mera ansvarsfull regering. Sedan Tysklands återförening är Schöne involverat i det internationella utvecklingssamarbetet. Han utnämndes till exempel till Unicef-ambassadörer.
Schöne skrev låtar för två barnfilmer och var dessutom statist i en av filmerna. 2008 publicerade Gerhard Schöne sin första barnbok, Wenn Franticek niest.

## Diskografi
- 1981: Spar deinen Wein nicht auf für morgen
- 1982: Lieder aus dem Kinderland
- 1985: Menschenskind
- 1986: Kinderlieder aus aller Welt
- 1988: Du hast es nur noch nicht probiert
- 1989: Lebenszeichen
- 1989: Kinder-Lieder-Galerie
- 1991: Ich bin ein Gast auf Erden
- 1992: Die sieben Gaben
- 1993: Bis die Katze bellt
- 1993: Schönes Liederpaket
- 1993: Lieder
- 1995: Böses Baby Kitty Schmidt
- 1996: Die große Erfindung des kleinen Herrn Mutzelbach
- 1997: Jule wäscht sich nie
- 1997: Der glattrasierte Weihnachtsmann
- 1997: Seltsame Heilige
- 1998: Alligatoren in der Kanalisation
- 1998: Das Leben der Dinge
- 2000: Wege zueinander
- 2000: Das Perlhuhn im Schnee
- 2001: Kindergedichte
- 2002: Klabüster, Klabuster
- 2003: Fremde Federn
- 2004: Könige aus Morgenland
- 2005: Die Lieder der Fotografen
- 2007: Wo?
- 2007: Der Engel, der die Träume macht
- 2008: Trommle mein Herz für das Leben
- 2010: Ich öffne die Tür weit am Abend (tillsammans med Jens Goldhardt och Ralf Benschu)
- 2011: Die Lieder der Briefkästen